# Ernest Renan
Ernest Renan (Landreger, Bretanya, 1823 - París, 1892) fou un escriptor, filòsof i historiador francès d'origen bretó.

## Biografia
Orientat al sacerdoci, va perdre la fe i abandonà els estudis eclesiàstics el 1845. Es va instal·lar a París, el 1848 fou agregat de filosofia i escriví L'avenir de la science, que no fou publicada fins al 1890 i on traçà les línies teòriques de tota la seva futura aportació intel·lectual. Col·laborà en la Revue de Deux Mondes, es doctorà amb una tesi sobre Averrois (1852) i fou catedràtic de llengües semítiques al Collège de France (1861-63 i des del 1870). Com a filòsof, la seva aportació fonamental és l'obra Histoire des Origines du Christianisme, a la qual es consagrà des del 1863 durant quasi vint anys i que consta dels set volums següents: Vie de Jésus (1863), que suscità la repulsa de l'episcopat francès, l'excomunicació del Papa Pius IX i l'expulsió del Collège de France per tal com hi era negada la divinitat de Crist, Les Apôtres (1866), Saint Paul (1869), L'Antéchrist (1873), Les Évangiles (1877), L'Église chrétienne (1879) i Marc Aurèle et la fin du monde antique (1881).

## Qu'est-ce qu'une nation?
Qu'est-ce qu'une nation ? (en francès, “què és una nació?”) fou una conferència que va fer Ernest Renan a la Sorbona l'any 1882 i on tracta precisament aquest tema. La conferència va ser posada per escrit posteriorment sota el títol Discours et conférences (del francès, Discursos i conferències) l'any 1887. Aquest discurs continua sent, conjuntament amb La Vie de Jésus (La vida de Jesús), el text més cèlebre de Renan.
Renan defineix una nació per la voluntat de viure junts, de manera oposada a la definició donada per l'alemany Johann Gottlieb Fichte, qui la defineix sota criteris suposadament objectius com a "raça" o "grup ètnic" (Volk) donats per característiques comunes (llengua, etc.). Alhora, i enmig de la discussió per Alsàcia-Lorena, declarà que l'existència d'una nació es basava en un "referèndum diari" (un plébiscite de tous les jours).
| « | La veritat és que no existeix cap raça pura i que fer de la política una anàlisi etnogràfica és portar-la per una mal camí. Els països més nobles, Anglaterra, França, Itàlia, són aquells on la sang està més barrejada. Alemanya en seria una excepció? És un país germànic pur? Quina il·lusió! Tot el sud és cèltic. Tot l'est, a partir de l'Elba, és eslau. I les parts que pretenem realment pures ho són realment? Estem tocant un dels problemes sobre els quals és important esclarir i prevenir malentesos. | » |
| — | |   |

| « | Les discussions sobre les races són interminables perquè el mot raça és entès pels historiadors filòlegs i pels antropòlegs fisiòlegs en dos sentits molt diferents. Pels antropòlegs, la raça té el mateix sentit que el té dins de la zoologia; indica una descendència real, un parentiu per la sang. Però l'estudi de les llengües i de la història de les llengües no condueix pas a les mateixes divisions que la fisiologia. | » |
| — | |   |

Diversos autors defensen que la conferència Què és una Nació? no és una teorització política. En la seva opinió es tractaria d'una reivindicació patriòtica i oportunista de Renan condicionada per la pèrdua d'Alsàcia-Lorena a la Guerra Francoprussiana. Aquests autors argumenten que la definició de Nació com un "referèndum diari" no seria coherent amb el pensament racista i antidemocràtic que mostra Renan abans i després d'aquesta conferència.

## Obres
- Histoire générale et systèmes comparés des langues sémitiques (1845)
- Études d'histoire religieuse (1857)
- De l'origine du langage (1858)
- Essais de morale et de critique (1859)
- Prière sur l'Acropole (1865)
- Histoires des origines du Christianisme - 7 volumes - (1863-1881)
  - Vie de Jésus (1863)
  - Les apôtres (1866)
  - Saint Paul (1869)
  - L'antéchrist (1873)
  - Les évangiles et la seconde génération chrétienne (1877)
  - L'église chrétienne (1879)
  - Marc-Aurèle et la fin du monde antique (1882)
  - Index (1883)
- La réforme intellectuelle et morale (1871)
- Drames philosophiques
  - Caliban (1878)
  - L'eau de Jouvence (1881)
  - Le prêtre de Némi (1885)
  - L'abbesse de Jouarre (1886)
- Souvenirs d'enfance et de jeunesse (1883)
- Histoire du peuple d'Israël (1887-1893), 5 volumes
- L'avenir de la science, pensées de 1848 (1890)

Política
- Questions contemporaines (1868)

Literatura
- Essais de morale et de critique (1859)
- Henriette Renan, souvenir pour ceux qui l'ont connue (1862)
- Mélanges d'histoire et de voyages (1878)
- Discours et conférences (1887)
- Feuilles détachées (1892)
- Patrice (1908)
- Fragments intimes et romanesques (1914)
- Voyages : Italie, Norvège (1928)
- Sur Corneille, Racine et Bossuet (1928)

Filosofia
- Averroës et l'averroisme (1852)
- De philosophia peripatetica, apud Syros (1852)
- Dialogues et fragments philosophiques (1876)
- Examen de conscience philosophique (1889)

Història i religió
- Etude d'histoire religieuse (1857)
- Le livre de Job (1858)
- Le cantique des cantiques (1860)
- Histoire littéraire de la France au XIVe siècle (1865), avec la collaboration de Victor Le Clerc
- La réforme intellectuelle et morale (1871)
- Conférences d'Angleterre (1880)
- L'ecclésiaste (1881)
- Nouvelles études d'histoire religieuse (1884)
- Etudes sur la politique religieuse du règne de Philippe le Bel (1899)
- Mélanges religieux et historiques (1904)
- Essai psychologique sur Jésus-Christ (1921)

Lingüística i arqueologia
- De l'origine du langage (1848-1858)
- Histoire générale des langues sémitiques (1855)
- Mission de Phénicie (1864-1874)

Correspondència
- Lettres intimes (1896)
- Nouvelles lettres intimes (1923)
- Correspondace avec Berthelot (1898)
- Lettres du séminaire (1902)
- Emanuelle (1913)
- Lettres à son frère Alain (1926)
- Correspondance (1927)
- Cahiers de jeunesse (1906)
- Nouveaux cahiers de jeunesse (1907)
- Travaux de jeunesse (1931)